# Поліське (Коростенський район)
Полі́ське (до 1964 — Могильне) — село в Україні, у Коростенському районі Житомирської області. Населення становить 1082 особи.

## Відомості

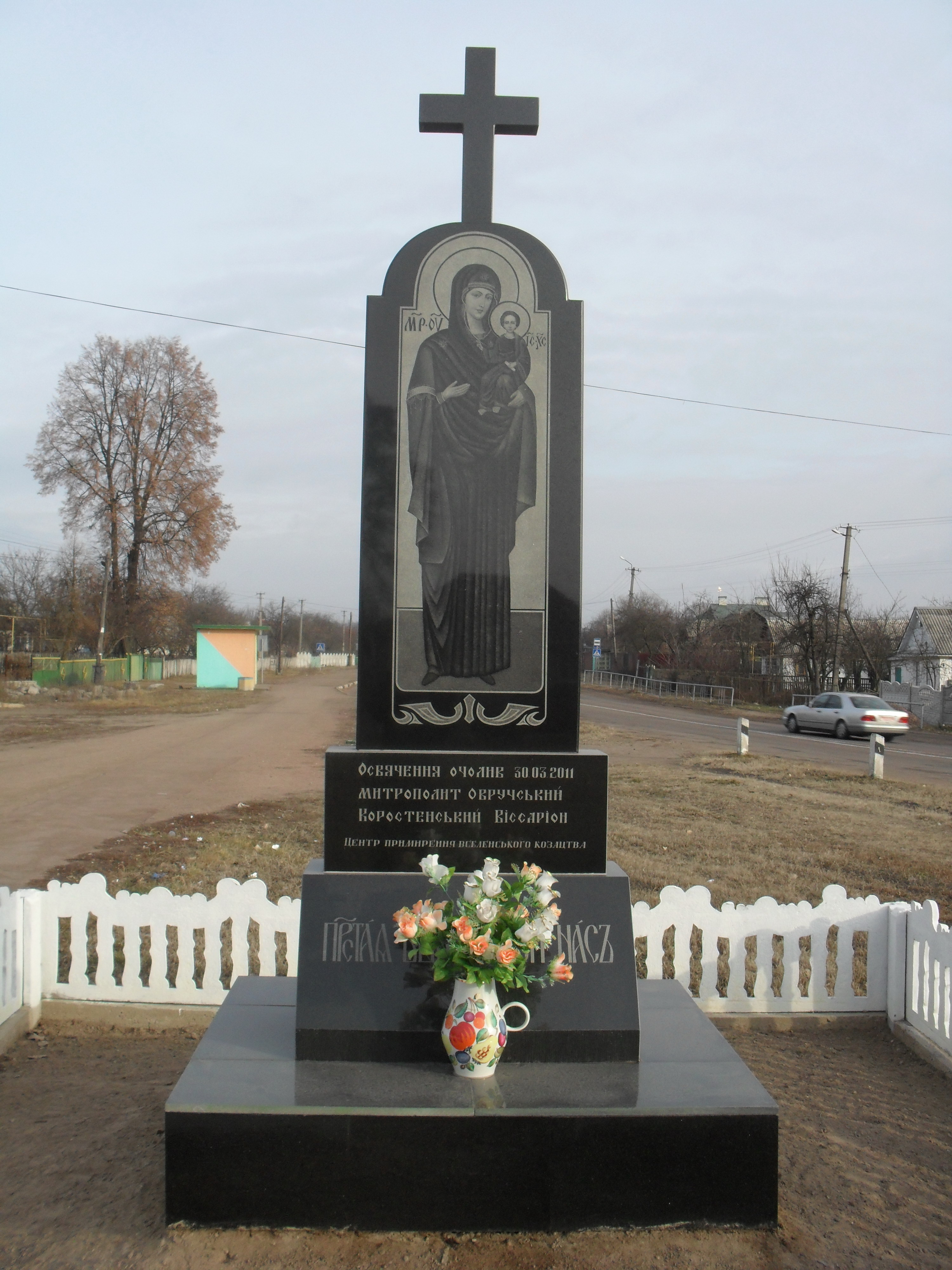
Центр примирення вселенського козацтва в селі Поліське

До недавнього часу перша згадка про село датувалася 1789 роком. В той час воно належало поміщиці Устині Колтуновській[джерело?]. Жителі невеликого на той час населеного пункту були кріпаками. У 1906 році село Іскоростської волості Овруцького повіту Волинської губернії. Відстань від повітового міста 47 верст, від волості 6. Дворів 258, мешканців 370. До 1964 року село Поліське мало назву Могильне. Про цю назву в народі збереглися різні перекази, один з яких пов'язаний з фактом розташування поселення на місці колишніх поховань (могил). Інший цікавий переказ місцевих старожилів розповідає, що в давні часи через село проходила військова дружина. Воєводі загону дуже сподобалася ця місцевість і він наказав після смерті поховати його саме тут. Дружина так і зробила, поховавши його на поліській землі у високій могилі. Від цієї могили й пішла назва села Могильне.
Ще одна легенда пов'язана з князем Ігорем. Начебто саме тут древляни вбили князя, а опісля поховали його з почестями і насипали високу могилу.
6 листопада 1921 р. під час Листопадового рейду через Могильне проходив відділ Леоніда Ступницького Волинської групи (командувач — Юрій Тютюнник) Армії Української Народної Республіки.

## Населення

### Мова
Розподіл населення за рідною мовою за даними перепису 2001 року:
| Мова            | Кількість | Відсоток |
| --------------- | --------- | -------- |
| українська      | 859       | 97.17%   |
| російська       | 23        | 2.60%    |
| румунська       | 1         | 0.11%    |
| інші/не вказали | 1         | 0.12%    |
| Усього          | 884       | 100%     |

## Відомі люди
В селі народилися:
- Жмаченко Пилип Феодосійович — радянський воєначальник, Герой Радянського Союзу.
- Панасенко Василь Геннадійович (1983—2016) — солдат Збройних сил України, учасник війни на сході України.
- Цербе-Несіна Валентина Адамівна — українська біатлоністка.

## Галерея

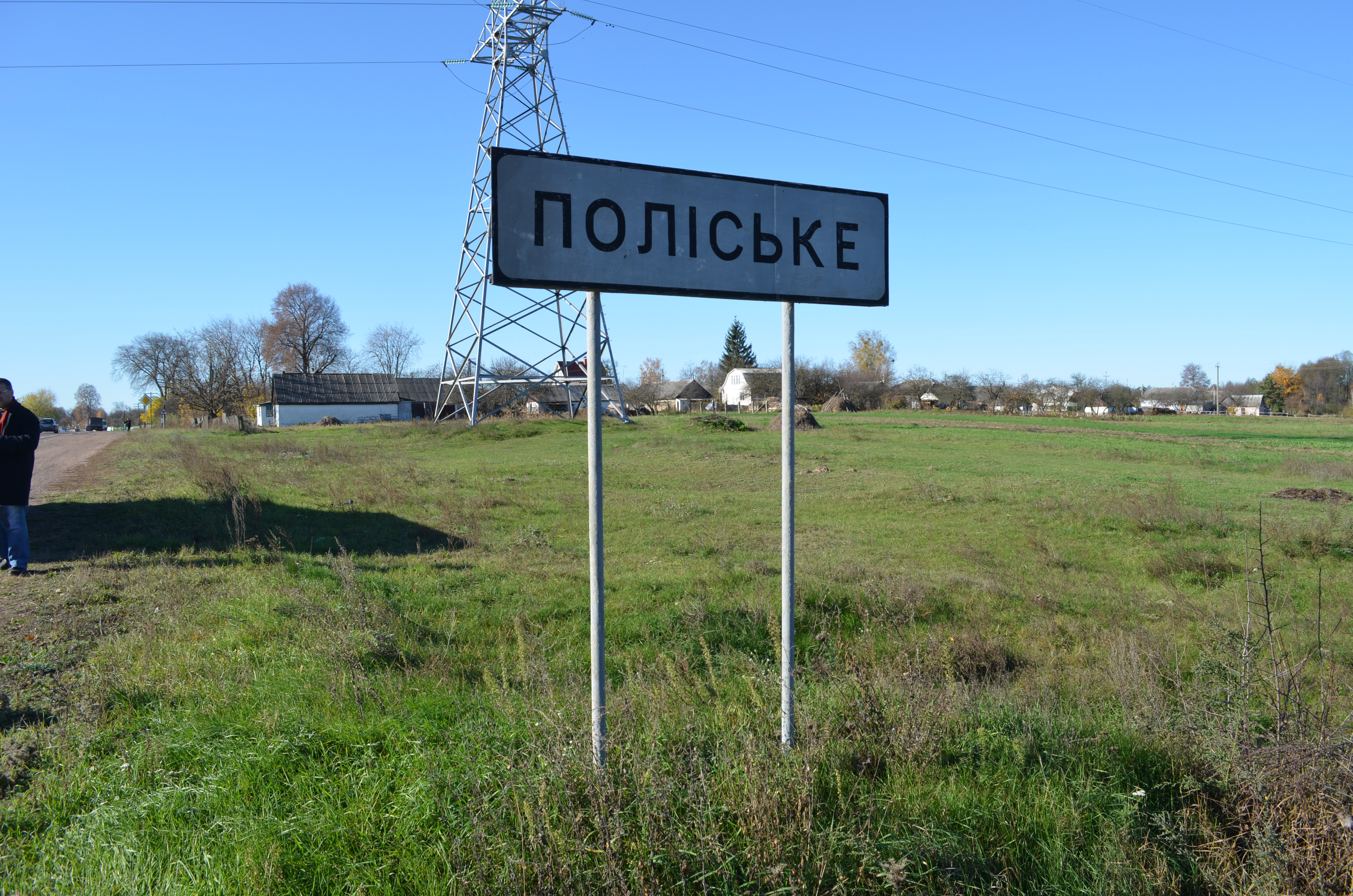
В'їзд до села
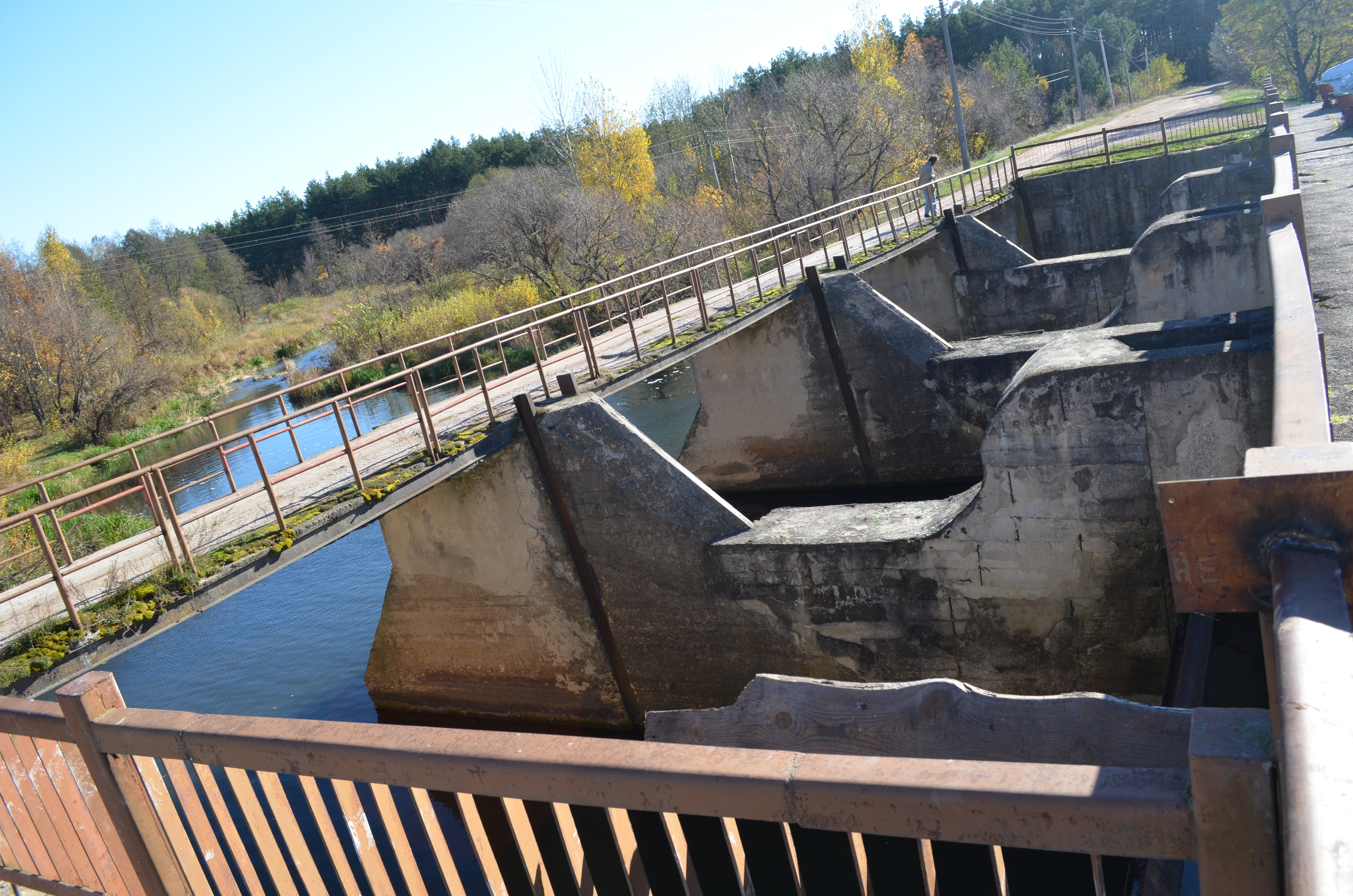
Міні-ГЕС
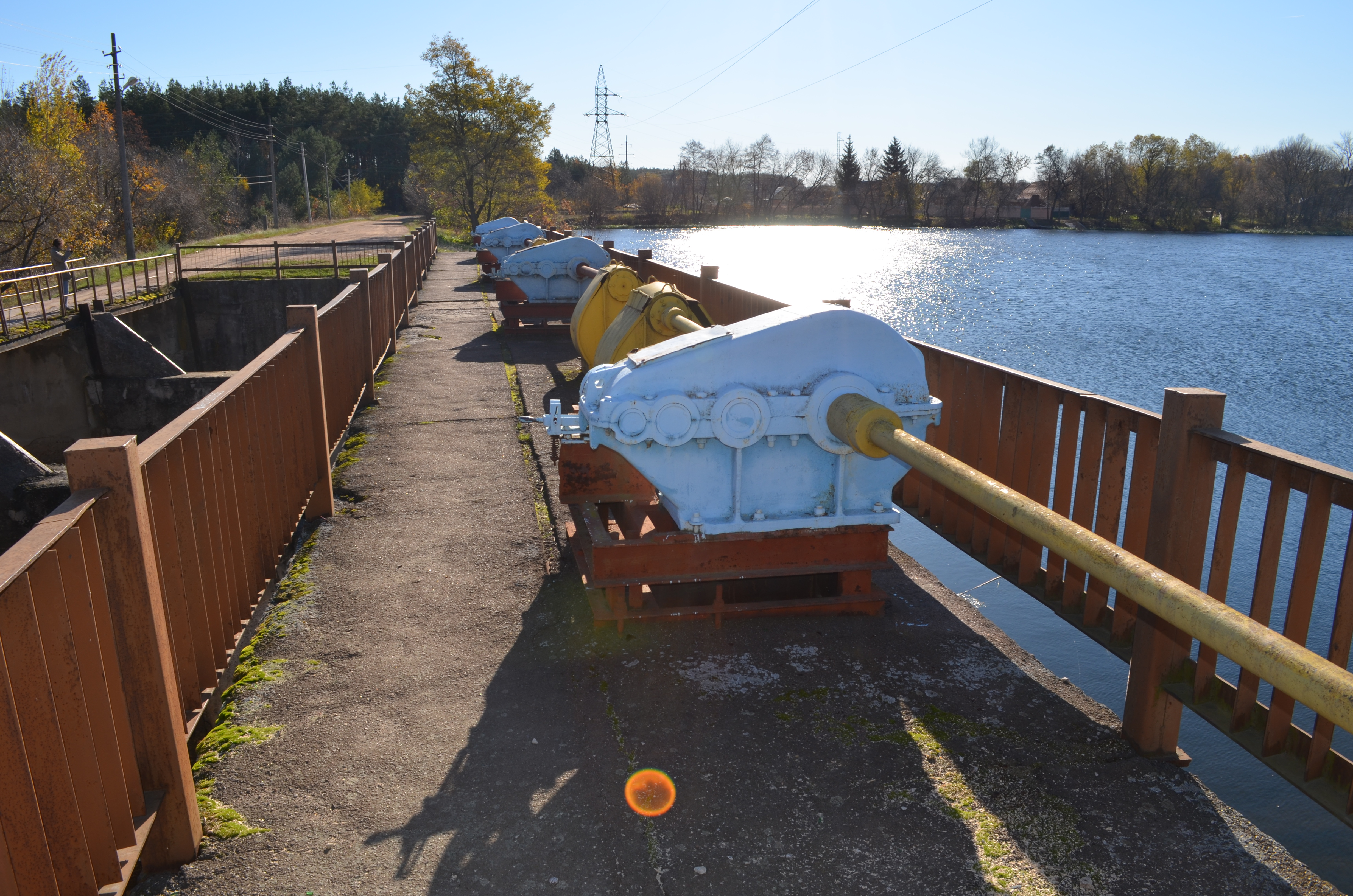
Міні-ГЕС
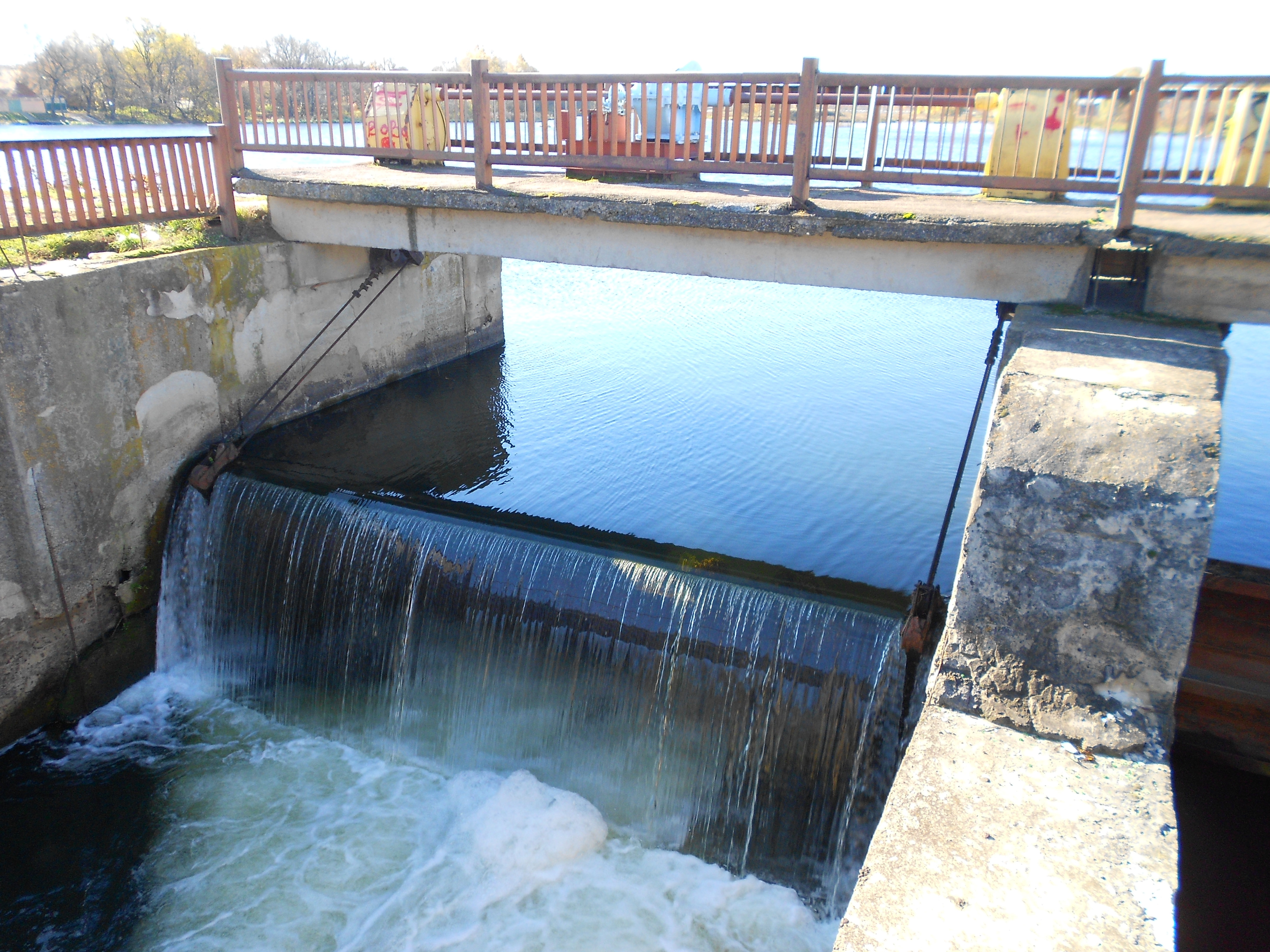
Спуск води із греблі
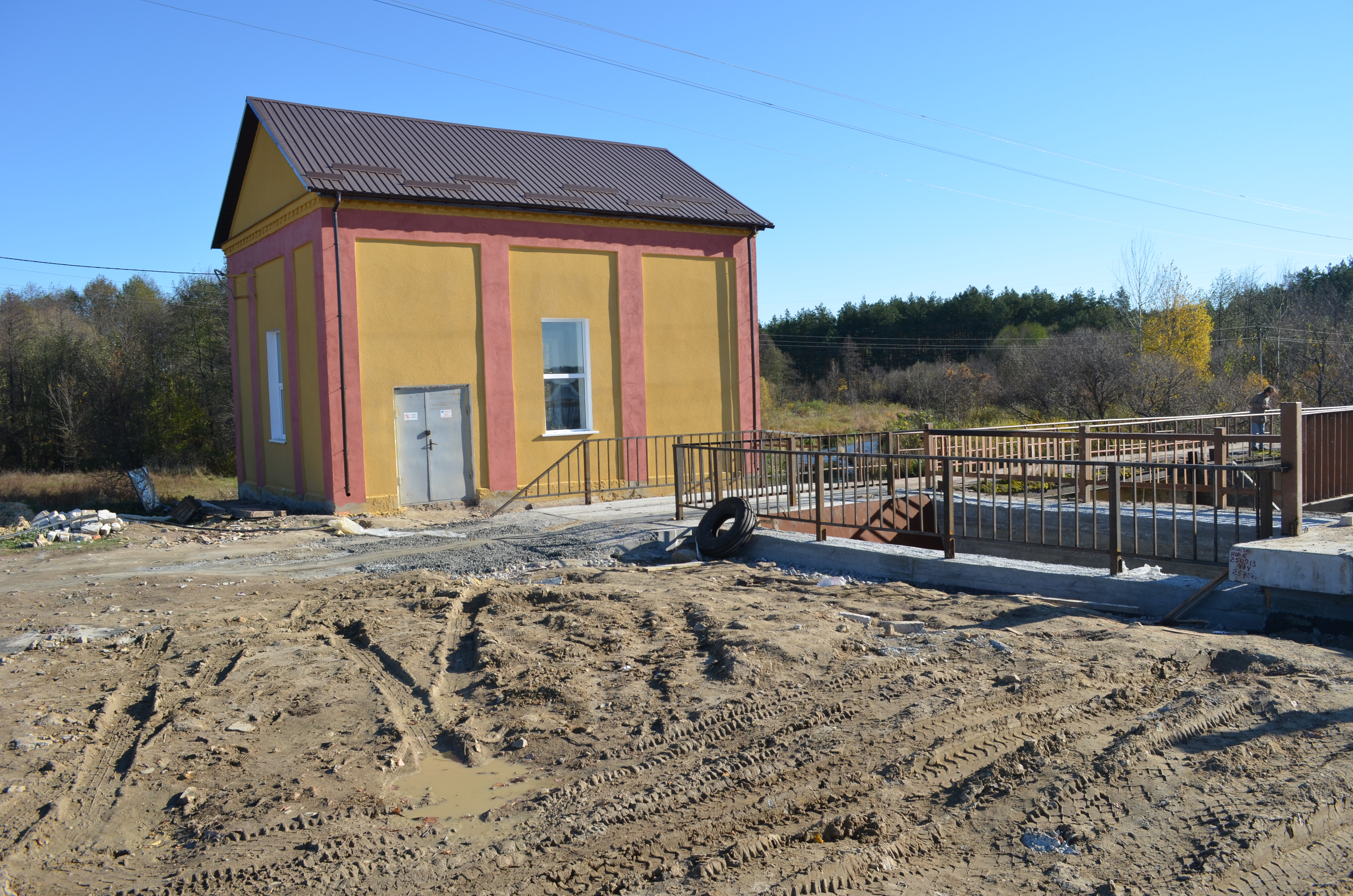
Міні-ГЕС
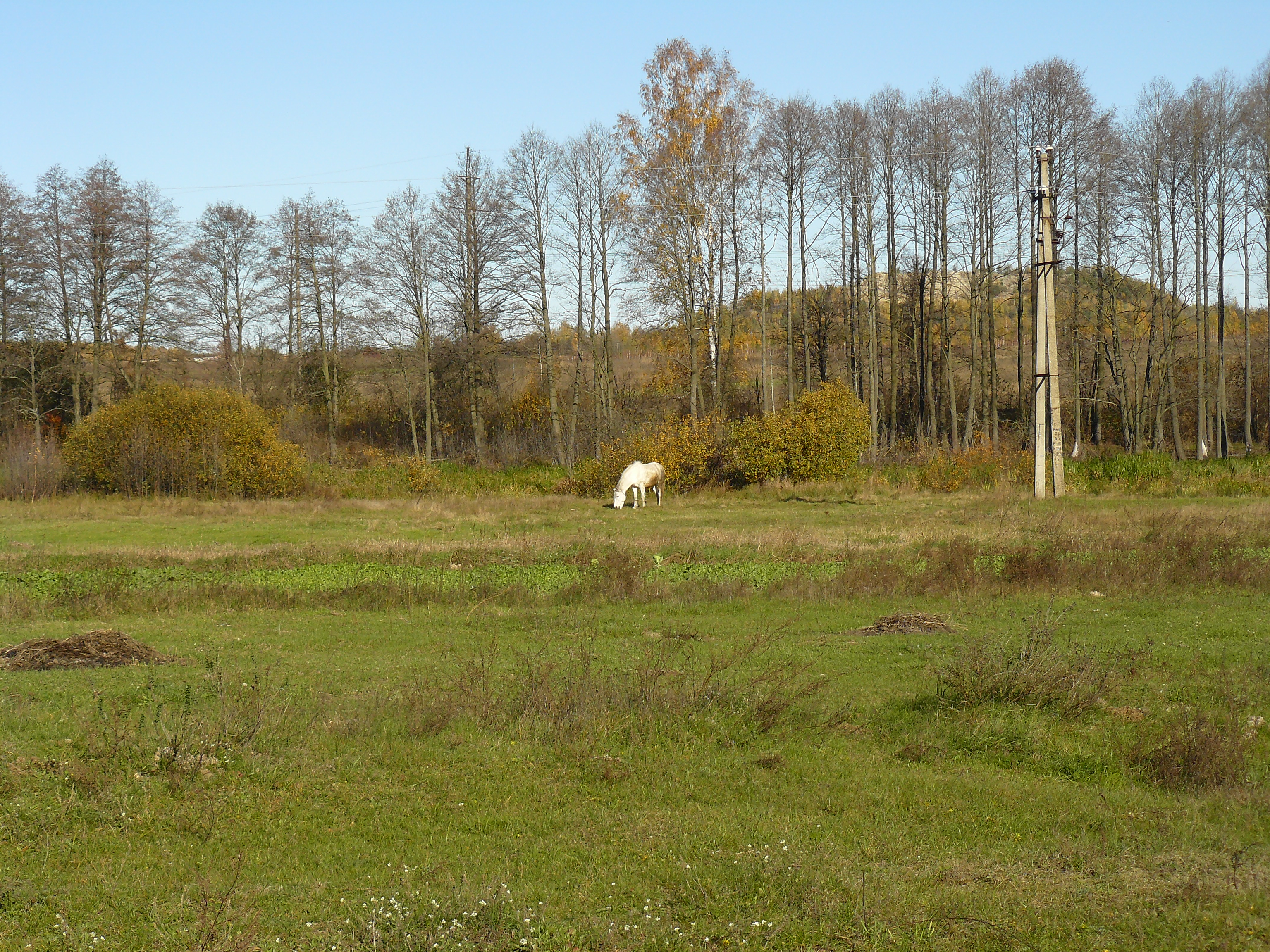
Краєвид біля села
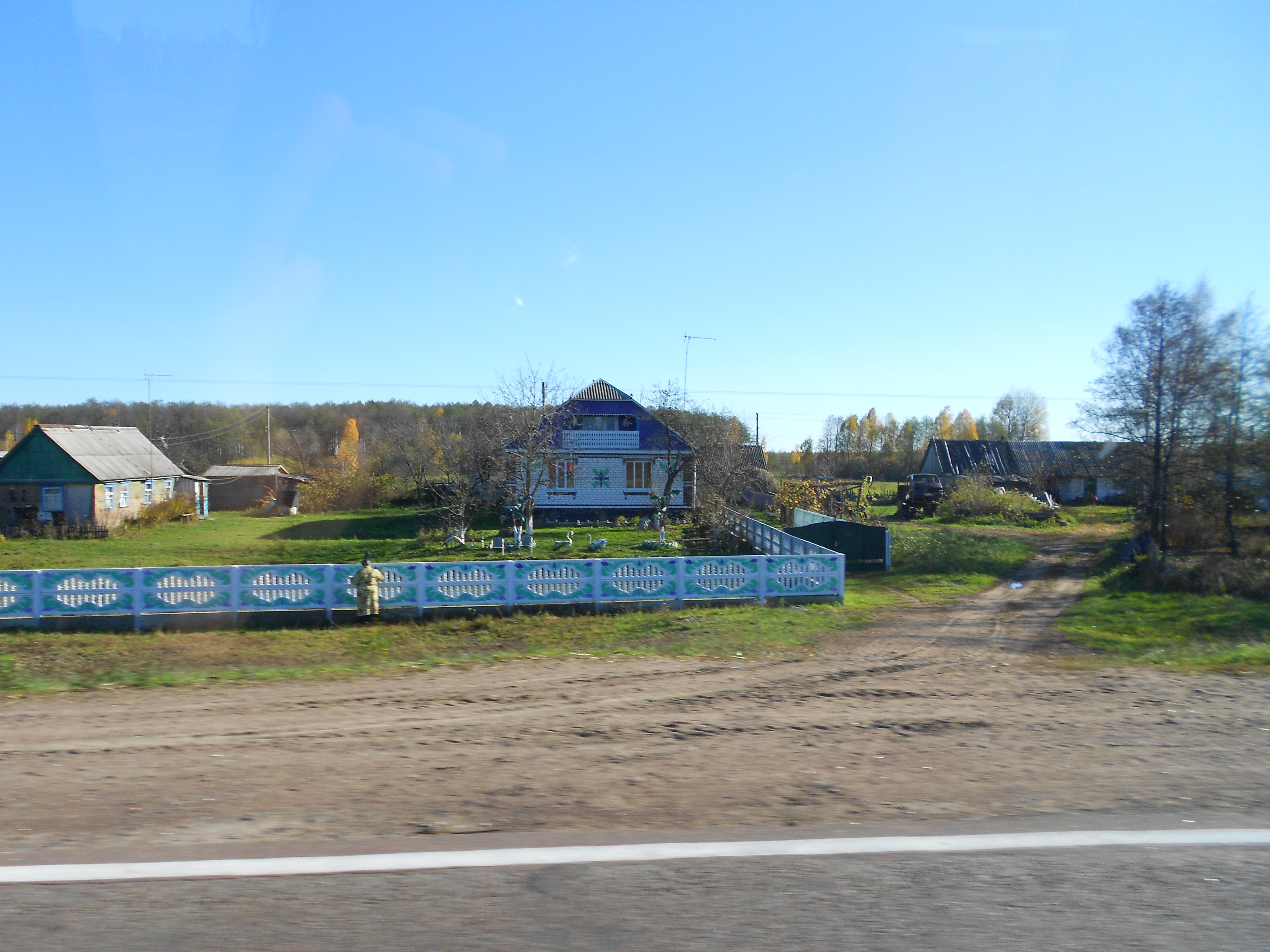
Одна з вулиць села
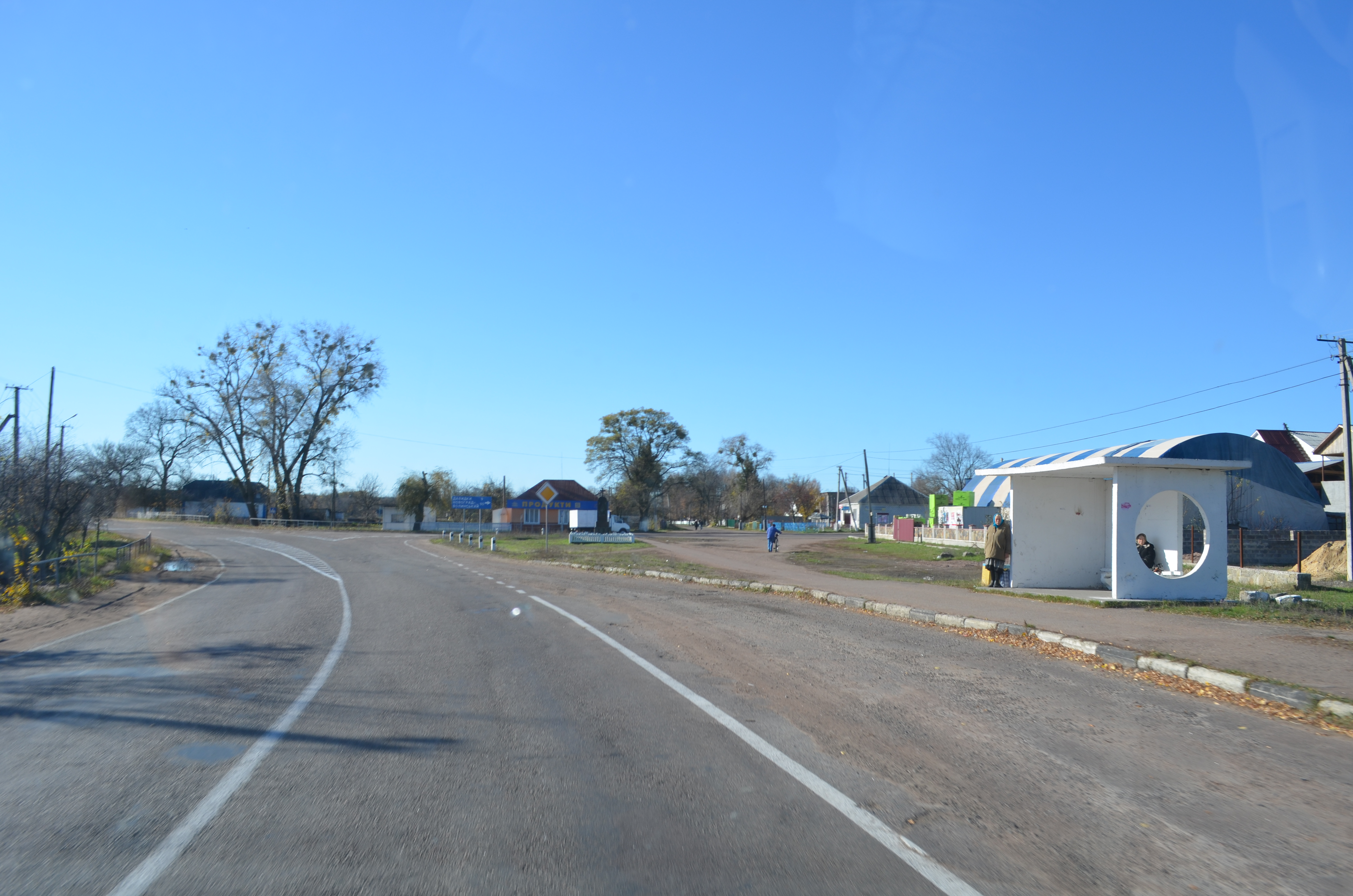
Автобусна зупинка